# Festspiele Winzendorf
Festspiele Winzendorf (auch Steinbruch Winzendorf) ist ein Veranstaltungsort neben dem stillgelegten Kalksteinbruch in der niederösterreichischen Gemeinde Winzendorf-Muthmannsdorf nahe Wiener Neustadt. Mit seinen 800 Sitzplätzen zählen die Festspiele Winzendorf zu den größten Spielstätten Niederösterreichs für Musical und Actiontheater.

## Lage
Die Bühne liegt eingebettet am Fuße des Steinbruchs und integriert die beeindruckende Atmosphäre der Naturkulisse in das Bühnenbild. Seit 2012 hat die Bühne als Besonderheit ein Dach, das die Besucher vor schlechten Witterungsbedingungen schützen soll. Eine weitere Besonderheit der Spielstätte ist die exklusive Kinobestuhlung, die einen einzigartigen Komfort darstellt. Seit 2022 ist die Bühne durch eine moderne Solaranlage klimaneutral.

## Veranstaltungen

### Karl-May-Spiele
Die Karl-May-Festspiele Winzendorf sind Aufführungen im Gedenken an den Schriftsteller Karl May, die seit 1994 aufgeführt werden. 2011 wurde Winnetou I inszeniert, der Weise Klekih-petra von Günter Tolar verkörpert. 2012 spielte man Winnetou II mit Alexander di Capri als Winnetou. Die Festspiele vom 3. bis 19. August 2012 besuchten über 12.000 Zuschauer.
Ende 2024 wurde bekanntgegeben, dass die Festspiele 2025 nicht stattfinden. Als Grund wurde eine Neukonzeption und Weiterentwicklung genannt. Die ursprünglich für 2025 geplanten Aufführungen von Der Schatz am Silbersee wurden auf 2026 verschoben.

### Spielplan (2011–2024)
- 2011 – WINNETOU I
- 2012 – WINNETOU II
- 2013 – WINNETOU UND DER ÖLPRINZ
- 2014 – DER SCHATZ IM SILBERSEE
- 2015 – IM TAL DES TODES
- 2016 – WINNETOU III
- 2017 – WINNETOU I
- 2018 – WINNETOU & OLD SHATTERHAND
- 2019 – DER SCHATZ IM SILBERSEE
- 2020 – WINNETOU UND DER ÖLPRINZ
- 2021 – WINNETOU UND DAS HALBBLUT
- 2022 – WINNETOU II
- 2023 – WINNETOU UND OLD FIREHAND
- 2024 – WINNETOU I

### Musical Winzendorf (2022)
Ab Sommer 2022 wurde das Programm mit eigens für den Steinbruch Winzendorf produzierten Musicals ergänzt. ROBIN HOOD hat im Juli 2022 die Besucher mit einer Neuinterpretation der legendären Geschichte um den edlen Räuber begeistert. Dafür sorgten Fritz Schindlecker (Autor), Erwin Kiennast (Musik) und eine Reihe bekannter Gesichter aus der Musical- und Popbranche, wie Roman Gregory, Missy May, Florian Vana, Christian Funk, Johanna Weinstich u. v. a.

### Gastproduktionen im Steinbruch Winzendorf: Musicalsommer Winzendorf (2016–2021)
Der Musicalsommer Winzendorf wurde 2016 von den Produzenten Jerome Berg und Benedikt Karasek ins Leben gerufen. Intendantin ist Marika Lichter.